# Камилска солпуга
Камилските солпуги (Galeodes arabs) са вид паякообразни от семейство Galeodidae.
Таксонът е описан за пръв път от Карл Лудвиг Кох през 1842 година.

## Подвидове
- Galeodes arabs Siriacus